# Batik
Batik (javansko [ˈbaʈeʔ]; indonezijsko [ˈbatɪk]) je tehnika barvanja, odpornega na vosek, ki se uporablja za celotno obleko ali obleko, izdelano v tej tehniki. Batik je izdelan bodisi z risanjem pik in linij s pomočjo posebnega tankega lija na lesenem ročaju imenovanega canting (javanska izgovorjava [tjanting]) ali pa s pomočjo kovinskih žigov, imenovanih cap (javansko ʈ͡ʂap, izgovorjava [tjap]), ki so jih pomakali v vosek in nato odtiskovali na tkanino.  Uporabljeni vosek se odzove na barvilo in zato omogoča obrtniku selektivno barvanje tkanine v eni barvi, odstranjevanje voska z vrelo vodo in ponavljanje, če se želi več barv.
Tradicijo izdelave batika najdemo v različnih državah: Indonezija, Malezija, Singapur, Indija, Bangladeš, Šrilanka, Filipini in Nigerija. Najbolj znan je indonezijski batik . Ta je izdelan na otoku Java, ima dolgoletno zgodovino akulturacije, z različnimi vzorci, na katere vplivajo različne kulture in je najbolj razvit v smislu vzorca, tehnike in kakovosti izdelave. Oktobra 2009 je UNESCO vpisal indonezijski batik kot mojstrovino ustne in nematerialne dediščine človeštva. 

## Etimologija
Beseda batik je javanska. Lahko se nastala iz javanske besede amba ('pisati') in titik ('pika') ali pa izhaja iz hipotetičnega proto-austronezijskega korena *beCík ('tetovaža'). Beseda je najprej zapisana v angleščini v Encyclopædia Britannici leta 1880, kot battik. Ta se je potrdila v indonezijskem arhipelagu med nizozemskim kolonialnim obdobjem v različnih oblikah: mbatek, mbatik, batek in batik. 

## Zgodovina
Voskasto barvanje tkanine je antična umetnostna oblika. V Egiptu je že obstajalo v 4. stoletju pred našim štetjem, kjer je bilo uporabljeno za zavijanje mumij; perilo je bilo namočeno v vosku in spraskano z uporabo pisala. V Aziji se je ta tehnika izvajala na Kitajskem v času dinastije Tang (618-907), v Indiji in na Japonskem med obdobjem Nara (645-794). V Afriki so jo prvi izvajali pleme Jorubi v Nigeriji, Soninke in Wolof v Senegalu.  Ta afriška različica je uporabljala maniokin škrob ali riževo pasto ali blato namesto čebeljega voska. 
Umetnost batika je najbolj razvita na otoku Java v Indoneziji. V Javi so na voljo vsi materiali za postopek - bombaž in čebelji vosek ter rastline, iz katerih se izdelujejo različne rastlinske barve.  Indonezijski batik pozna pisne zapise: G. P. Rouffaer trdi, da bi tehniko lahko uvedli v 6. ali 7. stoletju iz Indije ali Šrilanke. Po drugi strani pa nizozemski arheolog J. L. A. Brandes in indonezijski arheolog F. A. Sutjipto verjameta, da je indonezijski batik domača tradicija, saj imajo druge regije v Indoneziji, kot so Toraja, Flores, Halmahera in Papua, na katere ni neposredno vplival hinduizem, staro tradicijo izdelovanja batika. 
Rouffaer je poročal, da je bil vzorec gringsing znan že v 12. stoletju v Kediriju v vzhodni Javi. Ugotovil je, da se ta delikaten vzorec lahko ustvari le z uporabo cantinga, orodja za jedkanje, ki ima majhen rezervoar vročega voska in predlagal, da je bila canting v tem času izumljen. Vrezovanje podrobnosti oblačil, ki jih nosijo vzhodni javanski prajnaparamitski (Prajñāpāramitā pomeni "popolnost (transcendentne) modrosti" v mahajana budizmu) kipi iz okoli 13. stoletja kažejo zapletene cvetlične vzorce v zaokroženih robovih, podobno današnjemu tradicionalnemu javanskem jlamprang ali cepplok batik motivu. Motiv naj bi predstavljal lotos, sveto cvetico v hinduizmu. Ti dokazi kažejo na to, da so zametki vzorcev batik tkanin, ki so bili uporabljeni s cantingom, obstajali na Javi že v 13. stoletju ali celo prej. 
V Evropi je bila tehnika prvič opisana v Zgodovini Jave, ki jo je leta 1817 v Londonu objavil Stamford Raffles, ki je bil britanski guverner za Bengkulu na Sumatri. Leta 1873 je nizozemski trgovec Van Rijckevorsel dal dele, ki jih je zbral med potovanjem v Indoneziji, v etnografski muzej v Rotterdamu. Danes Tropenmuseum hrani največjo zbirko indonezijskega batika na Nizozemskem. Nizozemski in kitajski kolonisti so bili dejavni pri razvijanju batika, zlasti obalnega batika, v pozni kolonialni dobi. Uvedli so nove vzorce in uporabo bakrenih žigov za množično izdelavo batikov. Prikazan na Univerzitetni razstavi v Parizu leta 1900, je indonezijski batik impresioniral javnost in umetnike.
V dvajsetih letih 20. stoletja so javanski proizvajalci batika, ki so se preselili v Malajo (zdaj Malezijo), uvedli uporabo voska in bakrenih žigov na vzhodni obali. 
V podsaharski Afriki so javanski batik v 19. stoletju uvedli nizozemski in angleški trgovci. Tamkajšnji ljudje so prilagodili javanski batik, tako da so delali večje motive z debelejšimi črtami in več barvami. V sedemdesetih letih je bil batik uveden v Avstralijo, kjer so ga aboriginski umetniki v Erni Belli razvili kot lastno obrt. 

## Tehnika
Najprej blago izperemo, namočimo in pretepamo z velikim kladivom. Vzorci so narisani s svinčnikom in kasneje z vročim voskom, običajno izdelanim iz mešanice parafina ali čebeljega voska, včasih pomešani z rastlinskimi smolami, ki deluje kot barvno odporne. Vosek se lahko uporablja z različnimi orodji. Najpogostejše je peresu podoben instrument, ki se imenuje canting  (javanski izgovor: [tʃantiŋ], včasih napisan s starim nizozemskim pravopisom tjanting). Tjanting je izdelan iz majhnega bakrenega rezervoarja z izlivom na lesenem ročaju. Rezervoar ima upor, ki teče skozi izliv, s čimer ustvarja pike in črte, ko se premika. Za večje vzorce se lahko uporabi krtača. Druga možnost je, da se za učinkovito pokrivanje velikih območij uporablja bakren žig z imenom cap (javanski izgovor: [tʃap]; staro črkovanje tjap). 
Ko je blago suho, se vosek odstrani z vrenjem ali strganjem. Območja, obdelana z voskom, ohranjajo svojo prvotno barvo; ko je ta odstranjen, vzorec tvori kontrast med pobarvano in neobdelano površino. Ta postopek se ponovi tolikokrat, kolikor je želeno število barv.
Najbolj tradicionalni tip batika, ki se imenuje batik tulis (pisni batik), je narisan samo z cantingom. Tkanino je potrebno narisati na obeh straneh in potopiti v barvno kopel tri do štirikrat. Celoten postopek lahko traja do enega leta; prinaša znatno finejše vzorce kot žigosani batik.

## Kultura

### Indonezija
Veliko indonezijskih vzorcev batika je simboličnih. Dojenčke se prevaža v batikovih nahrbtnikih, okrašenih s simboli, namenjenimi otrokovi sreči, nekateri modeli pa so rezervirani za neveste in ženske, pa tudi njihove družine. Nekateri modeli so rezervirani za kralje in so celo prepovedani, da jih bi nosili običajni ljudje. Posledično se lahko stan osebe določi z vzorcem batika, ki ga je nosil. Nadaljnja študija geometrijske simbolike v indonezijskem batiku je pokazala uporabnost fraktalne geometrije v tradicionalnih vzorcih.
Oblačila iz batika igrajo osrednjo vlogo v nekaterih javanskih ritualih, kot je ceremonialno metanje kraljevega batika v vulkan. Na javanski naloni mitoni ceremoniji (slovesnost, ki poteka v sedmem mesecu (tujuh bulan) ženske prve nosečnosti) je mati zavita v sedem plasti batika, če ji želijo dobre stvari. Batik je prav tako pomemben pri ceremoniji tedak siten, ko se otrok prvič dotakne zemlje.
Oktobra 2009 je UNESCO določil indonezijski batik kot mojstrovino ustne in nematerialne dediščine človeštva. Indonezijska vlada je 2. oktober 2009, razglasila kot narodni dan batika, takrat je tudi prvič javno objavljen zemljevid razširjenosti indonezijskega batika, delo Hokkyja Situngkirja iz ministrstva za raziskave in tehnologijo.

#### Priljubljenost
Priljubljenost batika v Indoneziji se je razlikovala. Zgodovinsko gledano je bilo bistveno za ceremonialne nošnje in se je nosilo kot del obleke kebaya, ki se običajno nosi vsak dan. Uporaba batika je bila zabeležena že v 12. stoletju, tekstil pa je postal močan vir identitete za Indonezije, ki so prešli verske, rasne in kulturne meje. Verjamejo tudi, da je motiv naredil batik slavnega. [28
| Kulturni vpliv                        | Vzorec batika | Geografska lokacija                             | Primer |
| ------------------------------------- | --- | ----------------------------------------------- | ------ |
| Avtohtono indonezijska kultura        | kawung, ceplok, gringsing, parang, lereng, truntum, sekar jagad ((kombinacija različnih motivov) in drugih dekorativnih motivov Jave, Dayak, Batak, Papua, Riau, itd. | zadevna področja                                |        |
| Hindujsko-budistična kultura          | garuda, banji, cuwiri, kalpataru, meru ali gunungan, semen rama, pringgondani, sidha asih, sidha mukti, sidha luhur                                                   | Java                                            |        |
| Islamska kultura                      | besurek ali arabska kaligrafija, buraq | Bengkulu, Cirebon, Jambi                        |        |
| Kitajska kultura                      | burung hong (kitajski feniks), lev/naga (kitajski zmaj), qilin, wadasan, megamendung (kitajski slog oblaka), lok tjan                                                 | Lasem, Cirebon, Pekalongan, Tasikmalaya, Ciamis |        |
| Indijska kultura                      | jlamprang, pav, slon | Cirebon, Garut, Pekalongan, Madura              |        |
| Evropska kultura (kolonialno obdobje) | buketan (cvetni šopek), evropske pravljice, kolonialne slike kot hiše, konji, kolo in evropsko oblečeni ljudje                                                        | Java                                            |        |
| Japonska kultura                      | sakura (češnjev cvet), hokokai, krizanteme, metulji | Java                                            |        |

Industrija batika na Javi je cvetela od poznih 1800-ih do zgodnjih 1900-ih, vendar se je zmanjšala med japonsko okupacijo Indonezije. Z naraščajočo prednostjo zahodnih oblačil se je industrija batika še naprej zmanjševala po indonezijski neodvisnosti. Batik se je nekoliko obudil na prelomu 21. stoletja, s prizadevanjem indonezijskih modnih oblikovalcev, da inovirajo batik z vključevanjem novih barv, tkanin in vzorcev. Batik je postal modna postavka za številne Indonezijce in se lahko vidi na majicah, oblekah ali šalih za priložnostno rabo; to je prednostna zamenjava za obleke in kravate na določenih sprejemih. Sarongi iz tradicionalnega batika se še vedno uporabljajo v več priložnostih. 
Po priznanju Unesca je indonezijska uprava prosila Indonezijce, naj nosijo batik ob petkih, vsakodnevno nošenje batika pa je bilo v vladnih uradih in zasebnih podjetjih vse od takrat spodbujeno. 2. oktober se prav tako praznuje kot nacionalni dan batika. Batik je pomagal izboljšati lokalno gospodarstvo malih podjetij, prodaja batika v Indoneziji pa je v letu 2010 dosegla 436,8 milijonov dolarjev. Vrednost izvoza batika se je medtem povečala s 14,3 milijona dolarjev v letu 2006 na 22,3 milijona dolarjev leta 2010. 
Batik je priljubljen tudi v sosednjih državah Singapurju in Maleziji. Proizvaja se v Maleziji s podobnimi, vendar ne enakimi metodami kot tiste, ki se uporabljajo v Indoneziji. Pred priznanjem Unesca in po polemiki leta 2009 sta Indonezija in Malezija izpodbijali lastništvo batikove kulture. Vendar pa je dr. Fiona Kerlogue iz muzeja Horniman trdila, da so malezijski izdelani približno stoletje precej drugačni od "zelo finih" tradicionalnih indonezijskih batikov, proizvedenih v več stoletjih.
Batik je predstavljen v nacionalnih uniformah letalskih prevoznikov treh držav in jih nosijo stevarde letalskih prevoznikov Singapore Airlines, Garuda Indonesia in Malaysian Airlines. Ženska uniforma Garuda Indonesia je sodobna interpretacija Kartini sloga kambaya z motivi  parang gondosuli.

#### Terminologija
Batik se tradicionalno prodaja v dolžini 2,25 metra, ki se uporablja za kain panjang ali sarong. Nosi se ovit okoli bokov ali narejen v klobuk, znan kot blangkon. Tkanina se lahko napolni neprekinjeno z enim vzorcem ali je razdeljena na več delov.
Nekateri vzorci se uporabljajo samo v nekaterih delih blaga. Na primer, Pogosto se uporablja vrsta enakokrakih trikotnikov, ki tvorijo pasung motiv, kot tudi diagonalne cvetlične motive, imenovane dhlorong ali kombinacijo obeh. Drugi motivi, kot so buketan (cvetlični šopek) in ptice, se pogosto uporabljajo v glavi ali telesu.
- Glava je pravokotni del tkanine, ki se nosi spredaj. Glava se lahko nahaja na sredini tkanine ali je nameščena na enem ali obeh koncih. Papan znotraj glave se lahko uporabi za določitev ali je blago kain panjang ali sarong.
- Telo je glavni del tkanine in je napolnjen s široko paleto vzorcev. Telo lahko razdelimo na dva izmenična vzorca in barve, imenovana pagi-sore ('zora-mrak'). Svetlejši vzorec je prikazan čez dan, medtem ko se zvečer prikaže temnejši vzorec. Izmenjalne barve dajejo vtis dveh batik sklopov.
- Robovi so pogosto navadni, vendar so v okolici običajno cvetlični in čipkam podobni vzorci ter valovite črte.

#### Tipi
Ker ima vsaka regija svoj tradicionalni vzorec, se batiki pogosto razlikuje po regijah, iz katerih izhajajo. Batiki iz Jave se lahko razlikuje po splošnem vzorcu in barvah v batik pedalaman (notranji batik) ali batik pesisir (obalni batik). Batiki, ki ne spadajo v eno od teh dveh kategorij, se sklicujejo samo na njihovo regijo. Kartiranje modelov batikov z vseh krajev v Indoneziji prikazuje podobnosti in odraža kulturno asimilacijo.

## Galerija

### Indonezijski batik
- Sidho Mukti vzorec.
- Parang klithik vzorec iz Surakarte.
- Sidha Drajat vzorec iz Surakarte.
- Tipična svetlo rdeča barva v batiku Lasem imenovana abang getih pithik (rdeča kot piščančja kri).
- Sarong iz Banyumasa, iz okoli 1880-ih.
- Pasung ali pucuk rebung vzorec na sarongu narejen v Semarangu, Kudus, in Demak, iz okoli 1800-ih.
- Sarong iz severne Jave, iz okoli 1900-ih.

### Obdelava batika
- Začetni vzorec s svinčnikom.
- Risanje vzorcev z voskom z uporabo canting.
- Različni pripomočki za delo batika, canting je zgoraj.
- Tiskanje voska za batik z capom
- Cap za nanašanje vročega voska
- Izbira capov, bakreni tiskarski bloki s tradicionalnimi vzorci batika
- Barvanje tkanine.

### Ljudje, ki nosijo batik
- Bedhoyo plesalci iz Surakarte.
- Skupina žensk nosi pisan batik.
- Služabnika v Kraton Yogyakarta.
- Javanski moški nosi tipično moderno batik srajco.
- Starejša ženska, ki nosi batik sarong in naglavni okras
- Studijski portret